# Nartnik duży

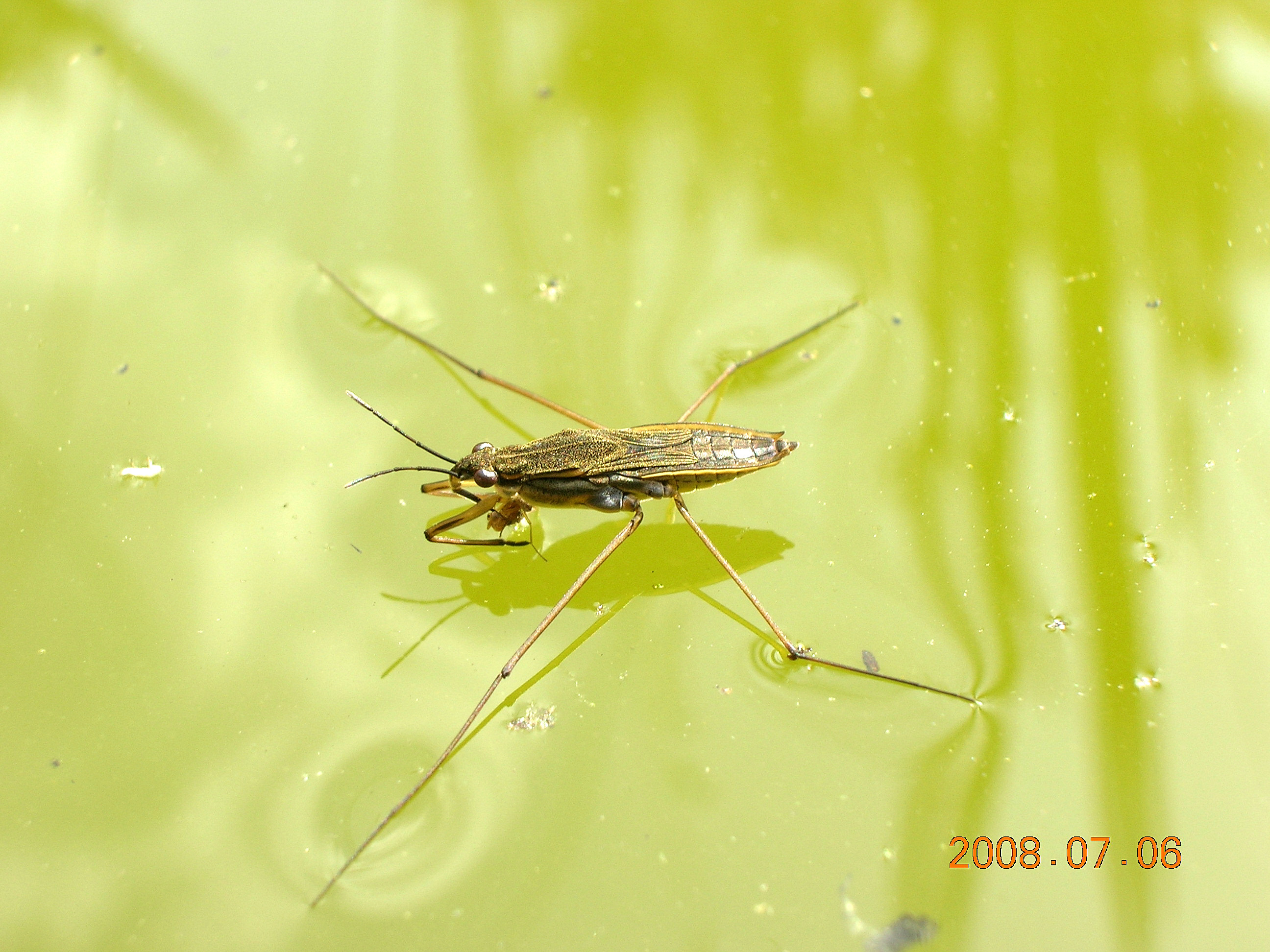
Nartnik duży ze zdobyczą na tafli wody

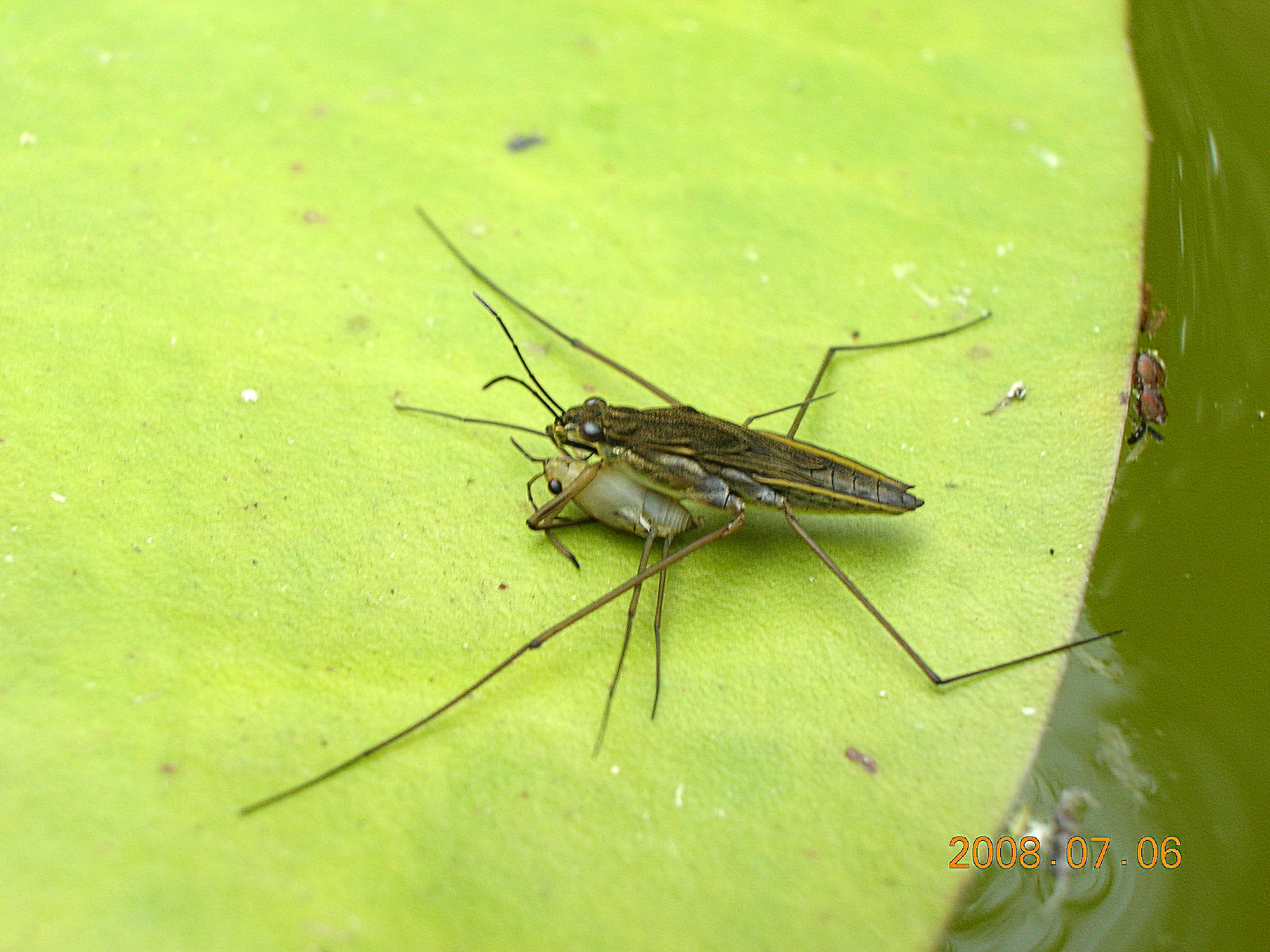
Przypadek kanibalizmu na osobniku w stadium larwalnym

Nartnik duży (Gerris lacustris) – gatunek półwodnego pluskwiaka z rodziny nartnikowatych. Jego nazwa wzięła się prawdopodobnie od nart, ponieważ suwa się po powierzchni wody jak narty po śniegu. Czasami jest mylony z poślizgowatymi (Hydrometridae) i plesicowatymi (Veliidae). Wzięty do ręki potrafi boleśnie ukąsić.
Jak wszystkie nartnikowate, gatunek ten jest wtórnie przystosowany do życia na powierzchni wody. Jego ciało pokrywają od spodu gęste, srebrzyste włoski, natłuszczane przez specjalną wydzielinę. Między tym owłosieniem gromadzą się pęcherzyki powietrza, wykorzystywane przez nartniki do oddychania w zanurzeniu.
U nartnika dużego, jak i u wszystkich nartnikowatych, występuje wewnątrzgatunkowy pterygopolimorfizm, spowodowany czynnikami genetycznymi i środowiskowymi, w którym wyróżnia się cztery morfotypy: makropteryczny (skrzydła w pełni rozwinięte), brachypteryczny (o skrzydłach skróconych, ale maksymalnie do połowy normalnej długości), mikropteryczny (skrzydła skrócone o więcej, niż połowa normalnej długości) oraz apteryczny (bezskrzydły).

## Charakterystyka
Jego ciało jest wydłużone, mierzy ok. 8–10 mm. Półpokrywy są skórzaste, nie dzielą się na część błoniastą i pokrywową. Międzykrywka, przykrywka i zakrywka są zrośnięte w jednolitą płytkę pokrywy. Głowa jest krótka i zwęża się ku przodowi, oczy są niewielkie i owalne, stykają się z przednią krawędzią przedplecza. Na końcu głowy jest 4-członowa kłujka oraz dłuższe od głowy, również 4-członowe czułki, których pierwszy człon ma długość równą sumie długości drugiego i trzeciego. Tarczka jest ukryta pod wyrostkiem przedplecza.
Gatunek ten ma 3 pary odnóży. Środkowe i tylne są cienkie, proste i sztywne, choć zginają się w stawach. Stopy są dwuczłonowe, z pazurkami osadzonymi na ich końcu (wierzchołku). Pierwszy człon stóp trzeciej pary odnóży jest trzykrotnie dłuższy od drugiego. Przy pomocy drugiej i trzeciej pary odnóży nartnik utrzymuje się na powierzchni zbiornika. Jego stopy „zagłębiają” się w wodę, nie przebijając jej, ponieważ są pokryte mikroskopijnymi włoskami z rowkami, między którymi gromadzi się powietrze. Do lokomocji nartnik używa głównie odnóży środkowych, które niczym wiosła przesuwają go o kilkadziesiąt centymetrów za każdym uderzeniem. Gęste włoski na dolnej części odwłoka, dzięki gromadzonym między nimi pęcherzykom, służą mu za poduszkę powietrzną. Przednia para odnóży różni się od dwóch pozostałych. Jest grubsza i zaopatrzona w haczykowate pazury. Służy do chwytania ofiary.
Prawie całe jego ciało jest ciemne, z wyjątkiem żółtawobrunatnych ud przednich odnóży oraz spodu czułków. W wierzchołkowej połowie przednie ud znajdują się dwa wąskie, ciemne paski: krótszy na wierzchu i dłuższy po stronie spodniej. Brunatne przedplecze charakteryzuje się żółtą linią na obu krawędziach bocznych. Strona brzuszna jest jaśniejsza od grzbietowej. U samic spód odwłoka ma dodatkowo dwa szerokie, podłużne pasy.
Od G. odontogaster różni się m.in. brakiem ząbków na siódmym sternicie odwłoka u samców i brakiem wklęsłości na ósmym sternice odwłoka u samic, a od nartnika powierzchniowca (Gerris gibbifer) brakiem wzgórka z ujściami gruczołów zapachowych na zapiersiu.

## Występowanie
Gatunek rozsiedlony palearktycznie. Występuje od Europy po Japonię na wschodzie oraz zachodnią Afrykę Północną i Bliski Wschód na południu. W Polsce jest najpospolitszym nartnikiem. Żyje na powierzchni wód stojących lub wolno płynących. Bardzo szybko zasiedla nowo powstałe akweny. Zwykle już po kilku dniach od założenia stawiku ogrodowego, na jego powierzchni pojawiają się pierwsze nartniki. Można go spotkać od wczesnej wiosny do jesieni. Zimę spędza na lądzie, w pobliżu wód, schowany pod zeschłymi liśćmi lub mchem.

## Ekologia

### Pożywienie i polowanie
Nartnik jest drapieżnikiem, żywiącym się przede wszystkim owadami, które spadły do wody (muchówki, chruściki, chrząszcze, pszczoły) i szamocząc się na jej powierzchni wytwarzają fale, których siła i kierunek rozchodzenia są wykorzystywane przez receptory na odnóżach nartnika do zlokalizowania ofiary. Poza owadami opadłymi z powietrza poluje on także na wodne bezkręgowce (np. larwy i poczwarki komarów, rozwielitki), które podpływają do powierzchni zbiornika. Gdy już dosięgnie swojej ofiary, wbija w nią kłujkę i wysysa z niej płyny ustrojowe. Wiosną, kiedy pożywienia jest mało, nartniki potrafią pożerać młode swojego gatunku, ponieważ fale wywoływane przez krótkie nogi larw przypominają te wytwarzane przez owady walczące o życie w wodzie. Czasami G. lacustris wzbogaca swoją dietę o ciecz wydobywającą się z martwych ptaków oraz drobnych ssaków, dryfujących po powierzchni zbiornika wodnego.

### Cykl rozwojowy
W warunkach polskich nartniki budzą się z zimowego odrętwienia pod koniec marca lub kwietniu i na ten czas przypada ich okres godowy. Podczas godów samce uderzają stopami o powierzchnie wody, wabiąc w ten sposób samice (i odganiając jednocześnie rywali). Te, zapłodnione, składają jaja pod wodą, pojedynczo lub rzędami i za pomocą specjalnej wydzieliny przyklejają je do przybrzeżnych roślin oraz kamieni. Jedna samica składa około 20 jaj. Samce giną krótko po okresie godowym. Larwy, będące miniaturami osobników dorosłych, wylęgają się po około 4 tygodniach i od razu wypływają na powierzchnię, by od tego momentu prowadzić wyłącznie nawodny tryb życia. Początkowo larwy przebywają wśród roślinności nadbrzeżnej, na otwartą wodę wyruszają dopiero jako osobniki dorosłe. Przeobrażenie w imago jest niezupełne i następuje po pięciu stadiach larwalnych. W ciągu roku pojawiają się dwa nowe pokolenia Gerris lacustris. Pierwsze wylęga się od maja do lipca i żyje około 4 miesięcy. Nartniki z tego lęgu nie umieją latać i całe życie spędzają na wodzie. Nartniki z drugiego pokolenia latają.